# Human Centric Lighting
Human Centric Lighting (HCL) ist ein menschzentriertes Beleuchtungskonzept für Innenräume, bei dem neben der visuellen auch die emotionale und die nicht-visuelle Wirkung des Lichts berücksichtigt werden. Meist wird unter HCL die Anpassung der Beleuchtung entsprechend dem natürlichen Verlauf des Tageslichts verstanden. Wesentlich ist hierbei neben der Beleuchtungsstärke vor allem die sich verändernde Farbtemperatur des Lichtes. Gegen Abend wird die Beleuchtungsstärke reduziert. Beim HCL soll sich das Farbspektrum des Lichtes wie beim natürlichen Licht über den Tag hinweg verändern: hohe Blauanteile in den Morgenstunden, wärmeres Licht bei Sonnenaufgang, ansteigende Blauanteile zum Mittag, Abnahme der Blauanteile gegen Abend und hohe Blauanteile mit niedriger Beleuchtungsstärke nach Sonnenuntergang (Blaue Stunde). Das sich verändernde Licht wirkt so über melanopsinhaltige fotosensitive Ganglienzellen im Auge unmittelbar auf die Synchronisation der biologischen Uhr und die Ausschüttung des Schlafhormons Melatonin aus der Zirbeldrüse.

## Anwendung
Besonders relevant sind an der Physiologie des Menschen ausgerichtete Beleuchtungskonzepte bei häufigem längeren Aufenthalt in Räumen mit wenig oder ganz ohne Tageslicht und für Schichtarbeiter. Die DIN SPEC 67600 gibt hierzu Planungsempfehlungen für Arbeits- und Nichtarbeitsstätten als Ergänzung zu anderen planungsrelevanten Normen wie der DIN EN 12464-1 oder der ASR A3.4. Zielgrößen sind die Stabilisierung der inneren Uhr sowie die Förderung von Konzentration, Regeneration, Stimmung und Leistungsbereitschaft. Für die Umsetzung tageslichtähnlicher Beleuchtungskonzepte werden Lichtmanagementsysteme eingesetzt, welche den bedarfsgerechten Farbtemperaturverlauf und die Beleuchtungsstärken entsprechend den jeweiligen Vorgaben stufenlos steuern.